# Loués soient nos seigneurs
Loués soient nos seigneurs ("Louvado seja nosso senhor", em tradução livre) com o subtítulo Uma educação política, é um conto de Régis Debray publicado em maio de 1996 pela Gallimard e premiado com o Prêmio Novembro do mesmo ano.

## Resumo
Este livro é um relato autobiográfico dos compromissos políticos de Régis Debray na América Latina e com François Mitterrand de 1981 a 1992. Uma longa ladainha de desilusão política ironicamente subtitulada: Uma formação política, o autor entrega as reflexões que lhe chegaram após vários anos de militância e dos diferentes mentores que teve: Louis Althusser, Fidel Castro e François Mitterrand, entre outros.
À sua visão interior e íntima de Fidel Castro e da Revolução Cubana, de 1965 a 1971, soma-se a dos guerrilheiros de Che Guevara, com quem se encontrou diretamente na Bolívia, e onde o autor esteve preso de 1967 a 1971, assim como alguns detalhes sobre o Chile de Salvador Allende, de 1971 a 1973. A última parte da história é dedicada à França de Mitterrand (1981-1995).

## Edições
- Debray, Régis (2000) [1996]. Loués soient nos seigneurs. Col: Collection Folio 3051 (em francês). Paris: Éditions Gallimard. 726 páginas. ISBN 978-2072776083. OCLC 45354636